# Davide Cimolai
Davide Cimolai (ur. 13 sierpnia 1989 w Pordenone) – włoski kolarz szosowy i torowy, zawodnik należącej do dywizji UCI WorldTeams drużyny Israel Cycling Academy.

## Najważniejsze osiągnięcia

### kolarstwo torowe
2011
- 1. miejsce w mistrzostwach Europy do lat 23 (scratch)
- 1. miejsce w mistrzostwach Włoch (scratch)
- 1. miejsce w mistrzostwach Włoch (madison)

### kolarstwo szosowe
2009
- 1. miejsce w Trofeo Piva
- 1. miejsce w Coppa San Geo
- 1. miejsce w Trofeo Franco Balestra

2010
- 4. miejsce w Circuito de Getxo

2013
- 3. miejsce w Trofeo Platja de Muro
- 4. miejsce w GP de Fourmies
- 5. miejsce w Brussels Cycling Classic

2014
- 7. miejsce w Vattenfall Cyclassics

2015
- 1. miejsce w Trofeo Laigueglia
- 1. miejsce na 5. etapie Paryż-Nicea
- 8. miejsce w Mediolan-San Remo

2016
- 1. miejsce na 6. etapie Volta Ciclista a Catalunya
- 1. miejsce na 2. etapie Tour of Japan

2017
- 1. miejsce na 1. etapie Volta Ciclista a Catalunya
- 5. miejsce w La Roue Tourangelle

2018
- 5. miejsce w mistrzostwach Europy (start wspólny)

2019
- 1. miejsce w Vuelta a Castilla y León
  - 1. miejsce na 1. i 2. etapie
- 1. miejsce na 3. etapie Tour de Wallonie
- 4. miejsce w Eschborn-Frankfurt